# Excentrogypsina
Excentrogypsina es un género de foraminífero bentónico considerado un sinónimo posterior de Sphaerogypsina de la familia Acervulinidae, de la superfamilia Acervulinoidea, del suborden Rotaliina y del orden Rotaliida. Su especie tipo era Tinoporus fuchsi. Su rango cronoestratigráfico abarcaba el Mioceno inferior.

## Clasificación
Excentrogypsina incluye a las siguientes especies:
- Excentrogypsina fuchsi †